# رونگ گوتوان
رونگ گوتوان (انگلیسی: Rong Guotuan؛ ۱۰ اوت ۱۹۳۷ – ۲۰ ژوئن ۱۹۶۸) یک بازیکن تنیس روی میز اهل جمهوری خلق چین بود. 
وی در مسابقات کشوری و بین‌المللی در مجموع برنده ۲ مدال طلا، ۱ مدال برنز شده‌است.